# David Gelertner
David Hillel Gelernter (nascido em 5 de março, 1955) é um cientista da computação americano, artista, e escritor. Ele é um professor de ciência da computação na Universidade Yale.
Gelernter é conhecido por contribuições para computação paralela na década de 1980, e por livros sobre tópicos como mundos computados (Mirror Worlds). Gelernter também é conhecido por sua crença, expressa em seu livro America-Lite: How Imperial Academia Dismantled Our Culture (and Ushered in the Obamacrats), que a academia liberal tem uma influência destrutiva na sociedade americana. Ele também é conhecido por suas opiniões contra mulheres na força de trabalho, e sua rejeição do consenso científico sobre mudanças climáticas antropogênicas e evolução.
Em 1993, Gelernter recebeu uma carta-bomba de Ted Kaczynski, conhecido como o Unabomber. Ele a abriu e a explosão resultante quase o matou, deixando-o com perda permanente do uso da sua mão direita e danos permanentes no olho direito.

## Anos iniciais e educação
Gelernter cresceu em Long Island, New York. Seu pai Herbert Gelernter foi um  físico que, no final dos anos 1950 e 1960, tornou-se um pioneiro em inteligência artificial e ensinou ciência da computação na Universidade Stony Brook. O avô de Gelernter era um rabi, e Gelernter cresceu como um judeu reformista; mais tarde ele se tornou um seguidor do Judaísmo Ortodoxo.
Ele recebeu seu Bachelor of Arts e Mestrado em Artes em literatura Hebraico Clássico pela Universidade de Yale em 1976. Ele obteve seu Ph.D. da Universidade Stony Brook em 1982.

## Carreira

### Ciência da computação
Na década de 1980, ele fez contribuições seminais para o campo da computação paralela, especificamente o modelo de coordenação espaço de tupla, como incorporado pelo sistema de programação Linda que ele e Nicholas Carriero projetaram (que ele nomeou para Linda Lovelace, a atriz principal do filme pornô Deep Throat, zombando da nomeação da linguagem de programação Ada em homenagem à cientista e primeira programadora atribuída, Ada Lovelace). Bill Joy citou o sistema Linda como inspiração para muitos elementos do JavaSpaces e do Jini.
Em janeiro de 1993 em seu livro Mirror Worlds: or the Day Software Puts the Universe in a Shoebox...How It Will Happen and What It Will Mean, Gelernter escreveu: "...pessoas e software trabalham unha com carne – e às vezes de mãos dadas."
Em 24 de junho de 1993, Gelernter foi gravemente ferido ao abrir uma carta-bomba enviada para ele pelo Unabomber. Ele se recuperou dos ferimentos, mas sua mão direita (que ele cobre com uma luva) e o olho ficaram permanentemente danificados. Alguns na imprensa sugeriram que havia paralelos entre seus pensamentos sobre a necessidade de um elemento humano para computadores e os do Unabomber. Ele narrou a provação em seu livro de 1997 Drawing Life: Surviving the Unabomber.[carece de fontes?] Dois anos após o atentado, o Unabomber enviou uma carta a Gelernter, escrevendo: "Pessoas com diplomas avançados não são tão inteligentes quanto pensam"
Gelernter ajudou a fundar a empresa Mirror Worlds Technologies, que em 2001 lançou o software Scopeware usando ideias de seu livro de 1992 Mirror Worlds. Gelernter acreditava que os computadores podem libertar os usuários de serem arquivistas, organizando seus dados. O produto nunca decolou, no entanto, e a empresa encerrou suas operações em 2004.  Em 2013, Mirror Worlds Technologies, LLC, uma empresa coligada que comprou suas patentes, apresentou uma queixa de infração de patente contra Apple, Best Buy, Dell, Hewlett Packard, Lenovo (Estados Unidos), Lenovo Group, Microsoft, Samsung Electronic e Samsung TeleCommunications no United States District Court for the Eastern District of Texas. Em última análise, a empresa perdeu na primeira instância de julgamento e na apelação.  uma petição certiorari para ter o caso considerado pela Suprema Corte dos Estados Unidos foi negada em 2013. Em 2016, o processo foi arquivado.

### Escrita e arte
As pinturas de Gelernter foram exibidas em New Haven e Manhattan.[carece de fontes?]
Gelernter criticou o que ele percebe como analfabetismo cultural entre os alunos. Em 2015, ele comentou, "Eles [alunos] não sabem nada de arte. Eles não sabem nada sobre história. Eles não sabem nada sobre filosofia. E por terem sido criados nem como ateus, não sobem ao nível de ateus, na medida em que nunca pensaram na existência ou inexistência de Deus. Nunca lhes ocorreu. Eles não sabem nada sobre a Bíblia." Em 2016 ele disse: "O corpo docente [de Yale] e os alunos não têm ideia do que está acontecendo no mundo."

## Política
Ele é um ex-bolsista nacional na American Enterprise Institute e membro sênior em pensamento judaico no Merkaz Shalem. Em 2003, tornou-se membro dop National Council on the Arts.
A revista Time perfilou Gelernter em 2016, descrevendo-o como um "pensador teimosamente independente. Um conservador entre os professores principalmente liberais da Ivy League, um crente religioso entre as fileiras muitas vezes descrentes de cientistas da computação ..."
Apoiando Donald Trump para presidente, em outubro de 2016, Gelernter escreveu um artigo de opinião no The Wall Street Journal chamando Hillary Clinton "tão falsa quanto uma nota de três dólares", e dizendo que Barack Obama "governou como um tirano de terceira categoria". Na qualidade de membro da equipe de transição de Trump, Peter Thiel nomeou Gelernter para o Conselheiro Científico para o cargo de Presidente; Galernter se encontrou com Trump em janeiro de 2017, mas não conseguiu o emprego.
Em 2018, ele disse que a ideia de que Trump é racista “é absurda”. Em outubro de 2020, juntou-se à assinatura de uma carta afirmando: "Dado seu surpreendente sucesso em seu primeiro mandato, acreditamos que Donald Trump é o candidato com maior probabilidade de promover a promessa e a prosperidade da América."
Gelernter se manifestou contra as mulheres na força de trabalho, dizendo que as mães trabalhadoras estavam prejudicando seus filhos e deveriam ficar em casa. Gelernter também defendeu o aumento da idade de voto nos EUA, com base no fato de que os jovens de 18 anos não são suficientemente maduros. 

### Posições polêmicas sobre a ciência

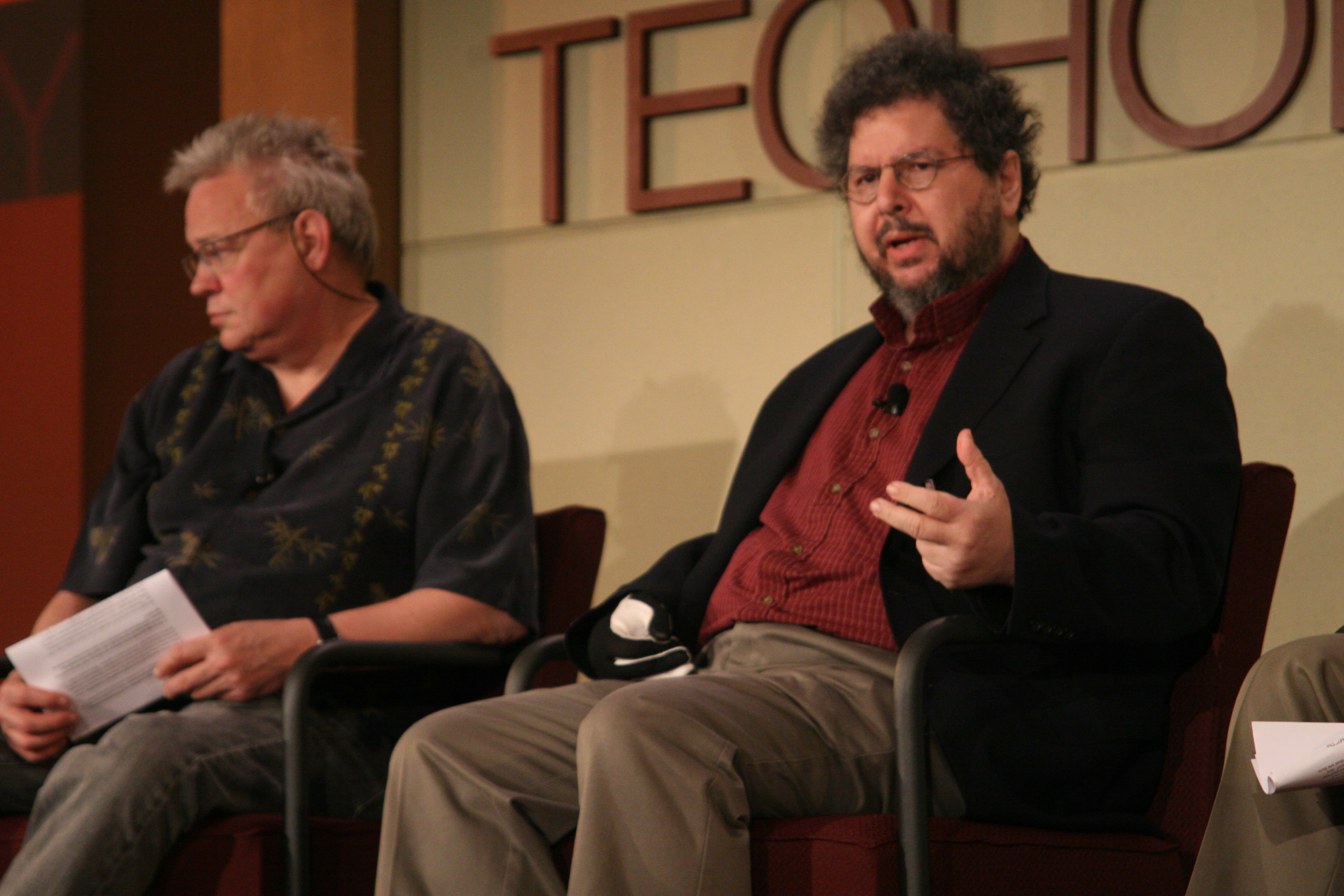
Gelernter em 2010

The Washington Post, perfilando-o no início de 2017 como um potencial consultor científico para Donald Trump, chamou Gelernter "um crítico veemente da academia moderna" que "condenou os 'esquerdistas beligerantes' e culpou o intelectualismo pela desintegração do patriotismo e dos valores familiares tradicionais.." Pouco depois, The Atlantic publicou uma refutação do perfil do "The Washington Post", dizendo que era "difícil imaginar um tratamento mais enganoso" do "polímata pioneiro" Gelernter.
Gelernter "expressou ceticismo sobre a realidade" das mudanças climáticas antropogênicas, dizendo "Eu não vi provas convincentes disso." Sua visão sobre as mudanças climáticas rejeita o consenso científico majoritário.
Em julho de 2019, Gelernter desafiou as teorias de Darwin. Em uma resenha do livro de Stephen Meyer Darwin's Doubt: The Explosive Origin of Animal Life and the Case for Intelligent Design, que Gelernter escreveu para a Claremont Review of Books, Gelernter afirmou que não aceita a moderna biologia evolutiva. Por outro lado, Gelernter estipula que também "não pode aceitar" o design inteligente igualmente, dizendo que, "como teoria, parece ter um longo caminho a percorrer." Em "A Response to David Gelernter's Attack on Evolution", Patheos, 26 de agosto de  2019, Bob Seidensticker escreve: "Vamos legendar esta história, 'O cara que fez sua carreira em não-biologia está convencido por outros não-biólogos que a teoria central da biologia está errada.'" O cientista da computação e matemático Jeffrey Shallit escreveu: "A revisão de Gelernter não foi publicada em uma revista científica, mas em uma revista política dirigida por um think tank de extrema-direita. Sua revisão não cita nenhuma publicação científica e faz afirmações como 'Muitos biólogos concordam' e 'A maioria dos biólogos pensa' sem dar nenhuma citação de apoio. Então, não surpreendentemente ... Gelernter faz papel de bobo em sua resenha, que se assemelha a um 'maior sucesso' de equívocos e mentiras criacionistas."

## Livros e resenhas de livros
O livro de Gelernter Mirror Worlds (1991) "profetizou a ascensão da World Wide Web." Bill Joy, fundador e cientista-chefe da Sun Microsystems, disse que Gelernter era "um dos cientistas da computação mais brilhantes e visionários do nosso tempo". The New York Times chamou-o de a "estrela do rock" da ciência da computação.
Em The Muse in the Machine (1994), Gelernter teorizou que a criatividade é baseada no grau em que as pessoas concentram sua atenção, argumentando que o "baixo foco", quando a atenção está vagando ou as emoções interferem na racionalidade, é quando as pessoas são criativas. Seu livro foi duramente criticado. O psicólogo Stuart Sutherland, escrevendo na Nature, chamou a teoria errada. O psicólogo cognitivo Steven Pinker, diretor do MIT Department of Brain and Cognitive Sciences, escreveu: "É uma ótima história, mas se você olhar para os registros contemporâneos e autobiografias, não funciona assim."
Em seu livro de 2009 Judaism: A Way of Being, Gelernter escreveu que Deus se retirou do mundo moderno, que a Reforma e o Judaísmo conservador não funcionam, que o propósito da vida é casar e criar uma família, e que o esforço feminista pela igualdade entre homens e mulheres "é um ato de agressão contra a santidade e a humanidade"."
Em seu livro de 2012 America-Lite: How Imperial Academia Dismantled Our Culture (and Ushered in the Obamacrats), Gelernter argumentou que o ensino superior americano não se preocupa mais em produzir estudantes bem-educados e cultos; em vez disso, os acadêmicos acreditam que seu papel é ditar como os outros americanos vivem e pensam. O colunista escocês Stephen Daisley escreveu na revista Commentary que Gelernter retratou a presidência de Obama como um símbolo do fracasso da educação americana e do sucesso de sua substituição por um sistema de doutrinação liberal. Como solução, Gelernter propôs transferir todo o conhecimento humano para servidores online, de modo que a experiência presencial da faculdade possa ser substituída pela autoeducação orientada pelo usuário. Daisley escreveu, "America-Lite é enxuto, incisivo, convincente, deliciosamente indelicado e, rompendo com as convenções da literatura sobre educação, honesto. É uma boa dissecação – desconstrução, se for preciso – da corrupção do ensino superior e da conseqüente degradação da cultura política. Se ele chegar a uma única lista de leitura da faculdade, o inferno terá congelado."
O historiador Russell Jacoby foi crítico em sua resenha do livro de Gelernter America-Lite, dizendo que continha argumentos insuficientes. Jacoby escreveu que Gelernter culpou os judeus por causar o colapso do patriotismo e da família tradicional, escrevendo: "Gelernter é judeu, e não é provável que um não-judeu argumente que judeus esquerdistas detestáveis assumiram o ensino superior de elite".

## Obras selecionadas

### Livros
- Com David Padua & Alexandru Nicolau. Languages and Compilers for Parallel Computing. Mass. Instit. of Tech. Pr., 1990.
- Com Suresh Jagannathan. Programming Linguistics. Mass. Instit. of Tech., 1990.
- Com Nicholas Carriero. How to Write Parallel Programs: A first course. Mass. Instit. of Tech. Pr., 1990.
- Mirror Worlds: or the Day Software Puts the Universe in a Shoebox...How It Will Happen and What It Will Mean. Oxford Univ. Pr., 1992.
- The Muse in the Machine: Computerizing the Poetry of Human Thought. MacMillan, Inc., 1994.
- 1939: the Lost World of the Fair. HarperCollins Pub., 1996.
- Drawing Life: Surviving the Unabomber. Simon & Schuster Adult Pub. Group, 1997.
- The Aesthetics of Computing. Phoenix (Orion Books Ltd, UK), 1998.
- Machine Beauty: Elegance and the Heart of Technology. Perseus Pub., 1998.
- Americanism: The Fourth Great Western Religion. Doubleday., 2007.
- Judaism: A Way of Being. Yale University Press, 2009.
- America-Lite: How Imperial Academia Dismantled Our Culture (and Ushered in the Obamacrats). Encounter Books, 2012, ISBN 978-1594036064
- The Tides of Mind: Uncovering the Spectrum of Consciousness. Liveright, 2016. W.W. Norton. ISBN 9781631492495

### Artigos
Gelernter contribuiu para revistas como City Journal, The Weekly Standard, e Commentary Durante sete meses, ele contribuiu com uma coluna semanal de opinião para o Los Angeles Times. Ele publicou no The Wall Street Journal, New York Post, Los Angeles Times, e no Frankfurter Allgemeine Zeitung.
- "Three programming systems and a computational 'model of everything'". in Peter J. Denning, ed., ACM's new Visions-of-computing Anthology, 2001.
- "Twentieth Century Machines". in R. Stolley, ed., Life Century of Change (2000).
- "Computers and the pursuit of happiness". Commentary, Dez. 2000.
- "Now that the PC is dead...,". The Wall Street Journal millennium issue, 2000.
- "Americanism – & Its Enemies", Julho-agosto de 2004.
- "The Inside-Out Web". Forbes, April 2007.
- "Machines That Will Think and Feel: Artificial intelligence is still in its infancy—and that should scare us", The Wall Street Journal, 18 de março de 2016.
- "Giving up Darwin". in Claremont Review of Books, Volume XIX, Number 2, Spring 2019